# Loharda
Loharda é uma cidade e uma nagar panchayat no distrito de Dewas, no estado indiano de Madhya Pradesh.

## Demografia
Segundo o censo de 2001, Loharda tinha uma população de 8101 habitantes. Os indivíduos do sexo masculino constituem 52% da população e os do sexo feminino 48%. Loharda tem uma taxa de literacia de 48%, inferior à média nacional de 59,5%: a literacia no sexo masculino é de 60% e no sexo feminino é de 35%. Em Loharda, 18% da população está abaixo dos 6 anos de idade.